# История и современность (книжная серия)
«История и современность» — научно-популярная книжная серия историко-политической тематики издательства «Наука» (Москва), выпуск которой был начат в 1980 году. Некоторые выпуски серии выходили также в Ленинградском и Сибирском (Новосибирск) отделениях издательства.
Входила в «Серию научно-популярных изданий АН СССР».
Формат: 84x108/32 (~130х205 мм); обложка бумажная.

## Книги серии

### 1980 год
- Коваль Б. И. Рабочее движение в Латинской Америке (1917—1959). М.: Наука, 1980.

### 1981 год
- Коваль Б. И. Латинская Америка: революция и современность. — М.: Наука, 1981. — 198 с.

- Москвин Л. Б. Разрядка и социальный процесс. — М.: Наука, 1981. — 192 с.

- Рахшмир П. Ю. Происхождение фашизма. — М.: Наука, 1981. — 184 с. — 42 000 экз.

### 1983 год
- Согрин В. В. Основатели США: исторические портреты. — М.: Наука, 1983. — 176 с. — 100 000 экз.

- Черкасов П. П. Судьба империи: Очерк колониальной экспансии Франции в XVI—XX вв. — М.: Наука, 1983. — 184 с. — 50 000 экз.

### 1984 год
- Коваль Б. И. Революция продолжается (опыт 70-х годов XX века). — М.: Наука, 1984. — 178 с. — 15 800 экз.

- Селиванов В. Н. Латинская Америка: от конкистадоров до независимости. — М.: Наука, 1984. — 176 с. — 20 000 экз.

- Талалаев А. Н. Международное право и современность. — М.: Наука, 1984. — 192 с.

### 1985 год
- Градобитова Л. Д., Пискулов Ю. В. Экономика и дипломатия. — М.: Наука, 1985. — 160 с. — 22 800 экз.

- Давидович Д. С. Гамбург на баррикадах. — М.: Наука, 1985. — 172 с. — 13 600 экз.

- Пядышев Б. Д. Третья мировая - в бестселлерах и не только. — М.: Наука, 1985. — 192 с. — 38 800 экз.

- Фурсенко А. А. Нефтяные войны (конец XIX - начало XX в.). — Л.: Наука, Ленингр. отд-ние, 1985. — 208 с. — 14 700 экз.

### 1986 год
- Воронов Ю. П. Страницы истории денег. — Новосибирск: Наука, Сибирское отд-е, 1986. — 176 с.

- Забелина Т. Ю., Сосновский А. А. Бразилия до и после «чуда». — М.: Наука, 1986. — 173 с.

### 1987 год
- Баллер Э. А. Социальный прогресс и культурное наследие. — М.: Наука, 1987. — 160 с.

- Васильев Я. А. Исландия вчера и сегодня. — М.: Наука, 1987. — 150[2] с.

- Галкин А. А., Рахшмир П. Ю. Консерватизм в прошлом и настоящем. — М.: Наука, 1987. — 192 с. — 14 300 экз.

- Черкасов П. П. Генерал Лафайет. Исторический портрет. — М.: Наука, 1987. — 176 с. — 58 300 экз.

### 1988 год
- Гордон А. В. Падение жирондистов. — М.: Наука, 1988. — 154 с. — 17 600 экз. — ISBN 5-02-008935-4.

- Сизоненко А. И. Непроторёнными путями: первые советские дипломаты и ученые в Латинской Америке. — М.: Наука, 1988. — 104 с.
- Уткин А. И., Хвостов В. В. Дипломатия и оружие. М.: Наука, 1988.
- Чернышева О. В., Комаров Ю. Д. Церковь в скандинавских странах. М.: Наука, 1988.

### 1989 год
- Думова Н. Г., Трухановский В. Г. Черчилль и Милюков против Советской России. — М.: Наука, 1989. — 208 с. — 75 000 экз. — ISBN 5-02-008989-3.

- Кожокин Е. М. Государство и народ: От Фронды до Великой Французской революции. — М.: Наука, 1989. — 176 с. — ISBN 5-02-008952-4.

- Олех Л. Г. Цивилизация и революция. — Новосибирск: Наука, Сибирское отд-е, 1989. — 191 с. — 23 000 экз. — ISBN 5-02-029138-2.

### 1991 год
- Берёзкин Ю. Е. Инки. Исторический опыт империи. — Л.: Наука, Ленинградское отд-е, 1991. — 232 с. — 50 000 экз. — ISBN 5-02-027306-6.

- Виноградов В. Н. Британский лев на Босфоре. — М.: Наука, 1991. — 160 с. — 25 000 экз. — ISBN 5-02-010036-6.
- Губман Б. Л. Смысл истории: очерки современных западных концепций. М.: Наука, 1991.
- Кирова К. Э. Заговорщики и народ. — М.: Наука, 1991. — 160 с. — 20 000 экз. — ISBN 5-02-009043-3.

- Миронов Б. Н. История в цифрах. — М.: Наука. — 168 с. — 4600 экз. — ISBN 5-02-027093-0.

### 1992 год
- Кюдзо, Като. Сибирь в сердце японца. — Новосибирск: Наука, Сибирское отд-е. — 134 с.